# James Mather (homme politique)
 (mars 2022).
Pour les articles homonymes, voir Mather.
Ne doit pas être confondu avec James Mather (directeur de la photographie).
James Mather, né en Angleterre vers 1750 et mort en Louisiane en 1821 est un maire de La Nouvelle-Orléans.

## Biographie
James Mather naquit à Londres ou dans le Northumberland, selon les sources, vers 1750. Il émigra en Floride en 1777. En 1780, il devint un des responsables de la société commerciale "Mather et Strother", spécialisé dans l'import-export à La Nouvelle-Orléans et travaillant avec les autorités espagnoles dans le commerce des biens en partance vers l'Europe, au moyen de la flotte des navires mouillant sur le fleuve Mississippi. Il fit fortune et devint également un important planteur de coton.
En 1804, après la vente de la Louisiane, il devint membre du Conseil du nouveau Territoire d'Orléans, créé après la partition de l'immense territoire de l'ancienne Louisiane française.
En 1805, il est nommé juge dans la paroisse de Lafourche.
Le 9 mars 1807, il est nommé maire de La Nouvelle-Orléans sur décision du gouverneur William C. C. Claiborne. Il assumera cette charge jusqu'au 12 mai 1812.
À peine installé dans sa nouvelle fonction de maire, James Mather doit faire face à une conspiration espagnole en vue de reconquérir La Nouvelle-Orléans. Ce plan subversif sera anéanti par l'intervention des troupes des États-Unis.
En novembre 1809, une insurrection d'esclaves noirs, non loin de La Nouvelle-Orléans, doit être matée dans la violence avec la nouvelle "garde civile" créé par son prédécesseur, le maire John Watkins en remplacement des anciens "gens d'armes".
Le 10 janvier 1812, James Mather et les habitants de La Nouvelle-Orléans assistèrent à l'approche du premier bateau à vapeur, le "New Orleans", flottant sur le fleuve Mississippi depuis Pittsburgh et un des affluents du Mississippi, la rivière Ohio[non pertinent].
Le 18 avril 1812, la Louisiane a été admise comme nouvel État de l'Union et il a été décidé de l'appeler "l'État de la Louisiane" au lieu de "Territoire d'Orléans". La Nouvelle-Orléans est devenue la capitale de cet État américain.
Lors des élections municipales de mai 1812, James Mather ne se représente pas, notamment en raison de certaines décisions critiquées à l'époque, il renonce alors à continuer de faire de la politique.
Il meurt le 8 octobre 1821 dans la ville lousianaise de Lutcher, située dans la paroisse de Saint-Jacques en pays cajuns de l'Acadiane.